# 크라이 오브 피어
《크라이 오브 피어》(Cry of Fear)는 게임 하프라이프의 모드 제작팀 팀 싸익스칼라(Team Psykskallar)가 제작한 하프라이프 모드(MOD)게임이다. 제작팀인 팀 싸익스칼라는 크라이 오브 피어의 개발을 위해, 기존 하프라이프에 사용되었던 요소들을 사용하지 않고 오히려 하프라이프 게임엔진에 진보된 컷씬 장면들을 비롯한 새로운 요소들을 다수 추가했다. 크라이 오브 피어는 유명 호러 어드벤쳐 게임 레지던트 이블처럼 인벤토리 시스템이 존재하며 아이템을 조합, 사용, 확인하는 행위 등이 가능하다. 2012년 2월 22일 모드디비(Moddb)를 통해 공개배포를 시작하였다.
원래 하프라이프 비디오 게임의 모드(mod)이긴 하지만, 지금은 스팀에서 독립 제품으로 이용이 가능하다.